# Leopold von Sacher-Masoch
Leopold Ritter von Sacher-Masoch (n. 27 ianuarie 1836, Lemberg, Regatul Galiției și Lodomeriei, Imperiul Austriac – d. 9 martie 1895, Lindheim⁠(d), Hessa, Germania) a fost un scriitor și jurnalist austriac, care și-a câștigat renumele prin poveștile romantice despre viața în Galiția (Europa Centrală), dar mai ales datorită romanului său, Venus înveșmântată în blană (Venus im Pelz, 1870) care l-a condus pe psihiatrul Krafft-Ebing să creeze termenul de „masochism”.
În timpul vieții sale, Sacher-Masoch a fost un bine cunoscut literat, gânditor utopic care a îmbrățișat în scrierile sale idealurile utopice și socialiste. Lucrările sale nu au fost traduse în limba română, cu excepția romanului Venus im Pelz.

## Biografie

### Povestitor din Galiția
Von Sacher-Masoch s-a născut în orașul pe atunci numit Lemberg, capitala Regatului Galiției și Lodomeriei, provincie a Imperiului Austriac (astăzi orașul Liov din Ucraina), într-o familie de religie romano-catolică, avându-l ca tată pe un șef de poliție austriac de origine spaniolă, iar ca mamă pe Charlotte von Masoch din nobilimea ucraineană. A început să învețe germana la vârsta de 12 ani. Studiază dreptul, istoria și matematica la Universitatea din Graz. După terminarea studiilor se întoarce la Lemberg unde devine profesor. Primele sale publicații de non-ficțiune au ca subiect istoria Austriei. În același timp, Masoch se interesează de folclorul și cultura provinciei sale natale, Galiția. Curând va abandona cariera didactică și va deveni om de litere independent. Timp de un deceniu, scurtele sale povestiri și nuvele se bucură de un mai mare succes decât lucrările istorice istorice. 
Ideile panslaviste prevalează în operele sale literare. Masoch se complace în descrierile tipologiilor pitorești ale diferitelor etnii care locuiesc pe teritoriul Galiției din Europa Centrală. Din 1860 până în 1880 publică numeroase volume pe această temă: Mici povestiri evreiești, Mici povestiri poloneze, Mici povestiri galițiene, Mici povestiri germane și Povestiri de la Curtea Rusiei. Aceste lucrări sunt traduse în ucraineană, poloneză, rusă și franceză. În Ucraina, lucrările sale au fost foarte citite și apreciate de un larg public.

### Moștenirea lui Cain
În 1869, Sacher-Masoch concepe o monumentală serie de scurte povestiri sub titlul generic Moștenirea lui Cain, expunând viziunea filozofică a autorului. Ciclul, deschis cu manifestul Drumețul, aduce în lumină teme misogine, care devin caracteristice scrierilor lui Masoch. Dar din cele cinci volume proiectate nu au apărut decât primele două. La jumătatea anilor 1880, Masoch abandonează Moștenirea lui Cain. Cu toate acestea, volumele publicate cuprind cele mai cunoscute povestiri ale lui Masoch, printre care și cea mai faimoasă și astăzi Venus înveșmântată în blană (1870). Scurtul roman exprimă fanteziile și fetișurile lui Sacher-Masoch (în special pentru femeile dominatoare îmbrăcate în blană). A făcut tot posibilul să-și trăiască fanteziile cu metresele și soțiile sale.

### Filosemitism și feminism
Sacher-Masoch a editat la Leipzig revista lunară Auf der Höhe. Internationale Review (Pe culmi. Revistă internațională), care a apărut din octombrie 1881 și până în septembrie 1885. A fost un magazine progresist care milita în favoarea toleranței față de evreii din Saxonia, precum și pentru emanciparea femeilor, cu articole asupra educației femeilor și sufragiului universal. 
În ultimii ani, a militat împotriva antisemitismului printr-o asociație locală educativă, Oberhessischer Verein für Volksbildung (OVV), creată în 1893 împreună cu a doua sa soție, Hulda Meister.

### Viața privată
La data de 8 decembrie 1869, Sacher-Masoch și metresa sa, baroana Fanny Pistor, semnează un contract prin care el devine sclavul ei pe o perioadă de șase luni, stipulându-se în act ca baroneasa să poarte blănuri cât mai des, în special când era într-o stare sufletească proastă și dornică de cruzime. Sacher-Masoch, alias „Gregor”, nume stereotipic de valet, se deghizează în servitor al baronesei și călătoresc împreună cu trenul în Italia. Precum în Venus înveșmântată în blană, el călătorește într-un compartiment de clasa a treia, în timp ce ea este la clasa întâi. Ajung la Veneția (în roman era Florența) unde, nefiind cunoscuți de nimeni, nici nu sunt suspectați de vreun comportament anormal.
Sacher-Masoch găsea viața de familie prea puțin excitantă. El a făcut presiuni asupra primei sale soții, Aurora von Rümelin, cu care s-a căsătorit în 1873, să trăiască împreună ceea ce povestise în carte. Aurora nu împărtășea însă gusturile sale erotice, așa că cei doi vor divorța, iar Leopold se va căsători cu secretara sa, mai predispusă să-i înlesnească înclinațiile.

### Ultimii ani
În 1875, Masoch scrie Idealurile Epocii noastre, o încercare de a face portretul societății nemțești pe vremea perioadei de întemeiere a sa, „Gründerzeit”.
După împlinirea a 50 de ani, sănătatea sa mentală începe să se deterioreze. Își petrece ultimii ani ai vieții sub îngrijire psihiatrică. Conform rapoartelor oficiale, moare la Lindheim, Germania, în 1895. O altă versiune este că ar fi decedat la Spitalul psihiatric din Mannheim în 1905. Sacher-Masoch este unchiul de gradul trei al cântăreței și actriței britanice Marianne Faithfull, din partea mamei, baroneasa vieneză, Eva Erisso.

## Masochism
Termenul „masochism” a fost inventat în 1886 de către psihiatrul austriac Richard von Krafft-Ebing (1840–1902) în lucrarea Psychopathia Sexualis:
| “ | ...Consider întemeiat să denumesc această anomalie sexuală „Masochism”, dat fiind că autorul Sacher-Masoch folosește frecvent ca substrat al scrierilor sale această perversiune, care până la el era necunoscută ca atare în lumea științifică. Am urmat aici procedeul similar folosit în neologismele științifice, precum formarea termenului „Daltonism”, de la John Dalton, descoperitorul confuziei culorilor. | ” |

{{cquote|În ultimii ani, au apărut mărturii care dovedesc faptul că Sacher-Masoch nu a fost doar poetul masochismului, dar că el însuși a avut această anomalie. Chiar dacă aceste mărturii mi-au fost comunicate fără restricția de a comunica sursa, mă abțin totuși s-o fac publică. Resping acuzația de a fi „cuplat numele unui autor venerat cu o perversiune a instinctului sexual”, acuzație care a fost formulată împotriva mea de câțiva admiratori ai scriitorului și critici ai cărții mele. Sacher-Masoch nu poate pierde nimic din stima de care se bucură printre confrații literați, doar pentru că ar suferi de o anomalie a tendințelor sale de ordin sexual. Ca autor, daunele suferite în urma perversiunii sale sunt pe măsura meritelor intrinseci ale operelor sale, ceea ce nu-l face un mai puțin talentat scriitor, care poate că ar fi ajuns la mai slabă performanță literară dacă ar fi avut pulsiuni sexuale normale. Din acest punct de vedere, el este un exemplu remarcabil al puternicii influențe exercitate de vita sexualis, într-un sens pozitiv sau negativ, asupra formării și direcției spiritului unui om.
Sacher-Masoch nu a fost prea încântat de asocierea făcută de Kraft-Ebing cu numele său. Cu toate acestea, detaliile vieții private a lui Masoch au rămas necunoscute până la publicarea la Berlin a memoriilor Aurorei von Rümelin, Meine Lebensbeichte (1906), sub pseudonimul Wanda v. Dunajew. Un an mai târziu, o traducere în limba franceză, Confession de Ma Vie (1907), de „Wanda von Sacher-Masoch” va fi tipărită la Paris la editura Mercure de France. O traducere în engleză a ediției franceze, The Confessions of Wanda von Sacher-Masoch, va fi publicată în 1991, la RE/Search Publications.